# Immersione d'ordine
Nella teoria degli ordini, una branca della matematica, un'immersione d'ordine è una speciale funzione monotona, che consente di immergere un insieme parzialmente ordinato in un altro (cioè di identificare un sottoinsieme del codominio che rappresenti un'immagine speculare dell'insieme di partenza) mantenendo le relazioni esistenti tra gli elementi.
Formalmente, se ({\displaystyle S}, ≤S) e ({\displaystyle T}, ≤T) sono due insiemi insiemi parzialmente ordinati, {\displaystyle f} è un'immersione d'ordine, e {\displaystyle S} può essere "immerso" in {\displaystyle T}, se per ogni {\displaystyle a} e {\displaystyle b} in {\displaystyle S} vale che
{\displaystyle a} ≤S {\displaystyle b} se e solo se {\displaystyle f(a)} ≤T {\displaystyle f(b)}.
Notare che {\displaystyle f} è necessariamente iniettiva, infatti {\displaystyle f(a)} = {\displaystyle f(b)} vuol dire {\displaystyle f(a)} ≤T {\displaystyle f(b)} e {\displaystyle f(b)} ≤T {\displaystyle f(a)}, e quindi {\displaystyle a} ≤S {\displaystyle b} e {\displaystyle b} ≤S {\displaystyle a}. Un isomorfismo d'ordine può essere caratterizzato come un'immersione d'ordine suriettiva. Ovviamente, {\displaystyle f} costituisce un isomorfismo d'ordine tra {\displaystyle S} e {\displaystyle f(S)}.